# Naoya Kondo
Naoya Kondo (近藤 直也, Kondo Naoya, Utsunomiya, 3 oktober 1983) is een Japans voetballer die als verdediger speelt bij Tokyo Verdy.

## Clubcarrière
Kondo tekende in 2002 bij Kashiwa Reysol.

## Japans voetbalelftal
Kondo debuteerde in 2012 in het Japans nationaal elftal en de Japanner speelde 1 interland

## Statistieken
| Japans voetbalelftal | Japans voetbalelftal | Japans voetbalelftal |
| Jaar                 | Wed.                 | Dlp.                 |
| -------------------- | -------------------- | -------------------- |
| 2012                 | 1                    | 0                    |
| Totaal               | 1                    | 0                    |